# Mokoreng
Le mokoreng (ou mokerang ou mokareng) est une des langues des îles de l'Amirauté, parlée par 200 locuteurs (Wurm et Hattori, 1981) en  province de Manus, au nord des Los Negros et à Ndrilo. Elle est proche du loniu. C'est une langue SVO.